# 汤山村
汤山村位于中華人民共和國上海市长宁区武夷路466弄，毗邻武夷路托儿所，始建于1911年，由美商上海电力公司建设，用地面积约4000平方米，建筑面积约4350平方米，由5幢联立式的三层花园住宅组成，西班牙国式样建筑风格。弄内的道路布局呈现出一个“T”字形，1949年前，多由美商上海电力公司中外高级职员居住，1949年后包玉刚在2号居住过。2005年列为上海市第四批优秀历史建筑

。